# Karl-Johan Westberg
Karl-Johan Westberg (Borås, 9 dicembre 1992) è un fondista svedese.

## Biografia
Westberg, originario di Falun e attivo in gare FIS dal dicembre del 2008, in Coppa del Mondo ha esordito il 1º marzo 2014 a Lahti (36°) e ha ottenuto il primo podio il 15 gennaio 2017 a Dobbiaco (2°). Ai Mondiali di Lahti 2017, suo esordio iridato, si è classificato 32° nella sprint, mentre a quelli di Oberstdorf 2021 si è classificato 37º nella 15 km e 6º nella sprint a squadre.

## Palmarès

### Coppa del Mondo
- Miglior piazzamento in classifica generale: 64º nel 2020
- 2 podi (a squadre):
  - 1 secondo posto
  - 1 terzo posto